# Mnichowa Studnia Wyżnia
Mnichowa Studnia Wyżnia (Jaskinia pod Zadnimi Mnichami, Jaskinia w Mnichach, Mnichowa, Wyżnia Mnichowa Studnia) – jaskinia w Dolinie Małej Łąki w Tatrach Zachodnich. Jaskinia ma dwa otwory wejściowe, które znajdują się w Niżniej Świstówce, w północno-zachodnim stoku Zadnich Mnichów (Koprowych Mniszków), w Żlebie między Mnichy, w pobliżu Dziury Mnichowej Małej, na wysokościach 1685 i 1705 metrów n.p.m. Długość jaskini wynosi 79 metrów, a jej deniwelacja 31,5 metrów.

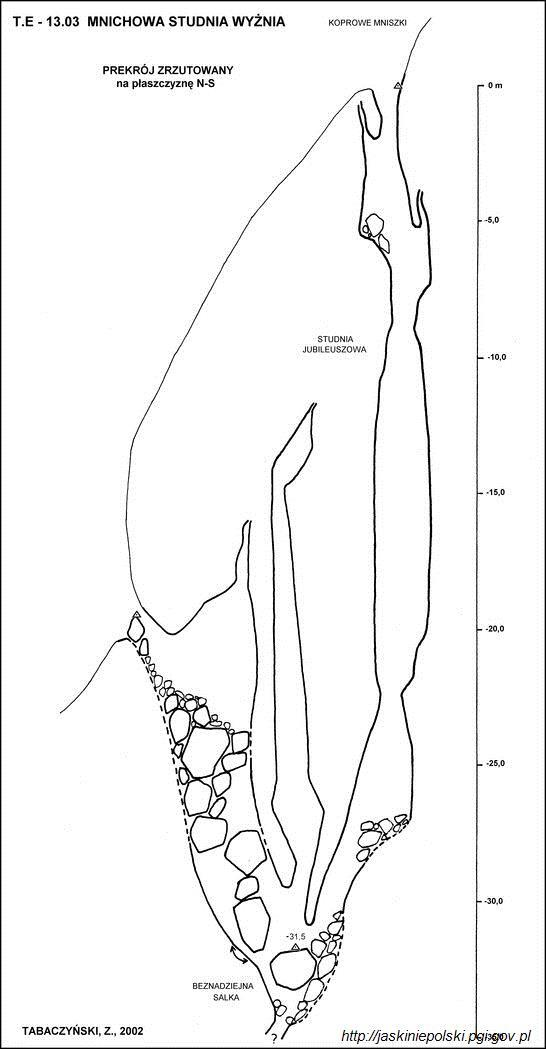
Przekrój jaskini

## Opis jaskini
Jaskinia składa się z dwóch części odkrytych w różnych latach.

### Część z dolnym otworem
Tę część jaskini stanowi salka do której z otworu wejściowego można się dostać przez niewielką studzienkę. Odchodzi od niej parę krótkich korytarzyków oraz 3,5-metrowa studzienka. Na jej dnie zaczyna się wysoki korytarz prowadzący do małej salki. Stąd idą dwie krótkie, bardzo ciasne szczeliny zakończone zawaliskiem i biegnące do drugiej części jaskini.

### Część z górnym otworem
Ta część jaskini to przede wszystkim 20-metrowa Studnia Jubileuszowa. Z otworu wejściowego dochodzi się do niej korytarzem przez Prożek z Kamykiem. Zaraz nad dnem studni w ścianie znajduje się wejście do meandra o długości 10 metrów, który biegnie stromo w górę, kończąc się niedostępną szczeliną. Na dnie studni jest wąski przełaz, który prowadzi do Beznadziejnej Salki. Stąd:
- można zejść jeszcze około 3 metrów do kończącej się ślepo szczeliny.
- w zachodniej części sali znajdują się dwa połączone ze sobą kominy. Pierwszy z nich ma  5 metrów wysokości, drugi 15 metrów. Oba kończą się zawaliskami.
- w północnej części sali znajduje się zwężenie nie do przejścia, za którym znajduje się druga część jaskini[2].

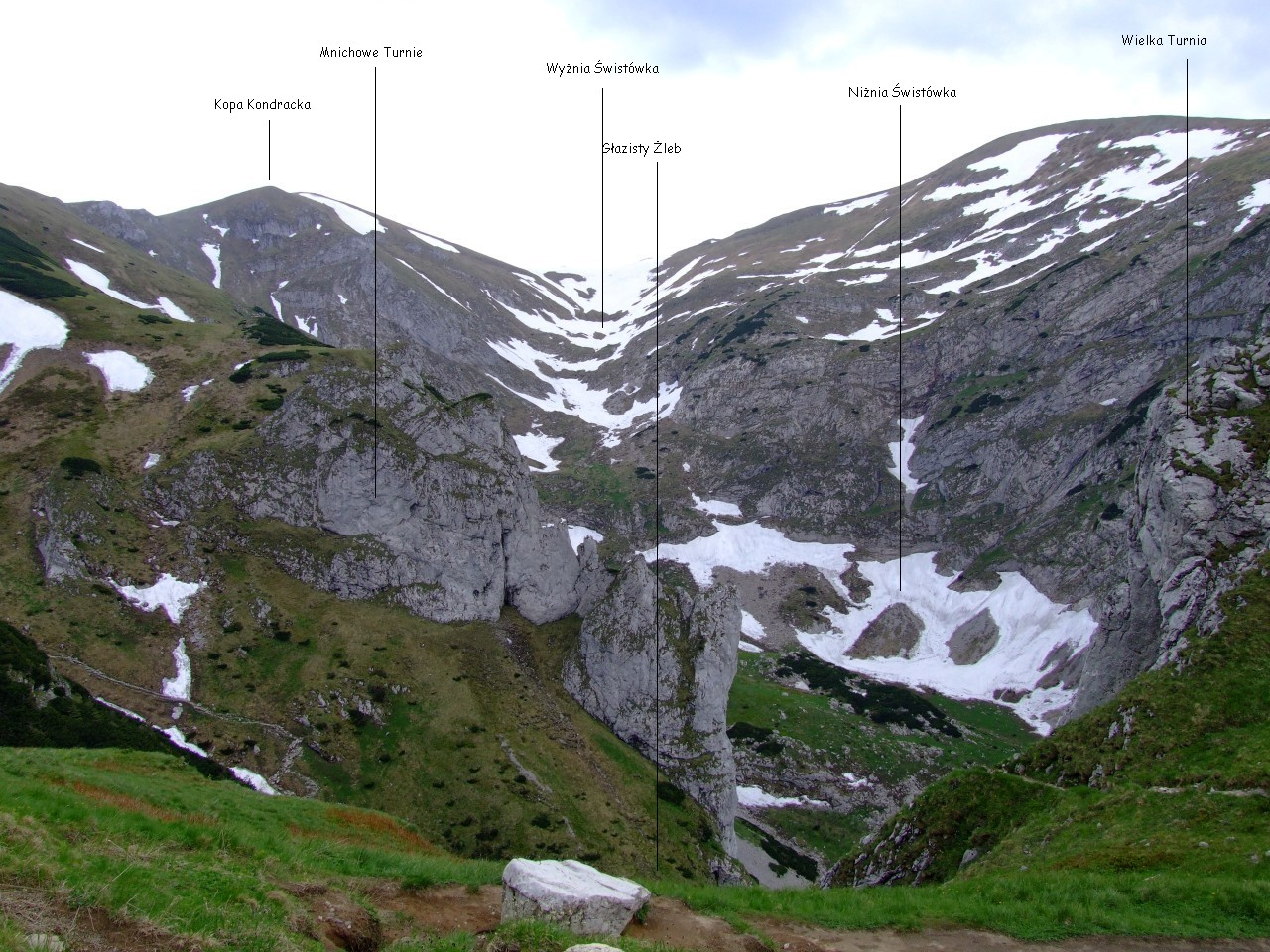
Mnichowe Turnie w Dolinie Małej Łąki

## Przyroda
W jaskini brak jest szaty naciekowej. Zimują w niej nietoperze.

## Historia odkryć
Jaskinia (dolny otwór) została odkryta 13 września 1959 r. przez grotołazów z Zakopanego. Osiągnięto w niej 6,6 metrów długości i nadano nazwę Mnichowa Studnia Wyżnia.
Górny otwór został odkryty 8 grudnia 2001 roku przez Zbigniewa Tabaczyńskiego ze Speleoklubu Tatrzańskiego.
20 stycznia 2002 roku Krzysztof Dudziński i Zbigniew Tabaczyński zjechali Studnią Jubileuszową i po odgruzowaniu zawaliska na dnie odkryli Beznadziejną Salkę i kominy.
Odkryto wtedy, że ta nowo odkryta jaskinia stanowi część Mnichowej Studni Wyżniej. Łączy się z nią przez nieprzebyte do tej pory zawalisko.